# Романа Царан
Романа Царан (Зрењанин; 2. јул 1979, СФР Југославија) је српска мачевалка у дисциплини мач.

## Мачевање
Почела је да се бави мачевањем са осам година. Освојила је прву златну медаљу на Балканском шампионату у историји југословенског мачевања. Четворострука је балканска шампионка (кадетска - Зрењанин 1996,  јуниорска - Атина 1998. и сениорска - Ниш 2015, Варна 2016). Освојила је и још осам балканских медаља - сребрних и бронзаних, појединачно и екипно. Пажњу је привукла када је још као кадеткиња освојила бронзу на сениорском шампионату Балкана у Варни 1994. На сениорском првенству Европе у Загребу 2013 успела је да се пласира у финале и завршила је на седмом месту.  Стигла је и до финала Светског првенства за кадете (Тоурнои 1997). Била је део српског олимпијског тима на првим Европским играма Баку 2015. Током каријере освојила преко 150 медаља и пехара од којих је велики број са интернационалних турнира. Прве кораке је направила у мачевалачком клубу "Омладинац" из Зрењанина а касније је тренирала у новосадском клубу МК "Војводина". Најбоље резултате остварила је уз тренера Веселка Думитрова.

## Стреличарство
Активно се бавила стреличарством од 2009. до 20013. Оборила је пет сениорских државних рекорда у дисциплини компаунд. Била је чланица новосадског стреличарског клуба "НС2002". Вишеструка државна првакиња (индоор и оутдоор) и првакиња Војводине. Са репрезентацијом Србије учествовала на првенству Европе (Амстердам 2012)
2012. године је Романа била истовремено прва и на ранг листи Мачевалачког савеза Србије (мач сениорке) као и Стреличарског савеза Србије (компоунд сениорке).

## Уметничка каријера
Дипломирала је филмску и ТВ режију.
Глуми у позоришту, углавном у независним позоришним трупама ("Академско позориште", "Мегалофон", "Punk Freud"). Са трупом "Act Women" учествује у друштвено ангажованим перформансима. Ауторка је и креаторка лутака за неколико позоришних представа.

## Значајнији спортски резултати
| Година | Такмичење                    | Локација              | Место |
| ------ | ---------------------------- | --------------------- | ----- |
| 1994   | Балкански шампионат, сениори | Варна, Бугарска       | 3.    |
| 1995   | Европско првенство, сениори  | Кестхељ, Мађарска     | 16.   |
| 1995   | Балкански шампионат, јуниори | Флорина, Грчка        | 2.    |
| 1996   | Балкански шампионат, кадети  | Зрењанин, Југославија | 1.    |
| 1996   | Светско првенство, кадети    | Турне, Белгија        | 6.    |
| 1996   | Светско првенство, јуниори   | Турне, Белгија        | 10.   |
| 1997   | Балкански шампионат, јуниори | Истанбул, Турска      | 3.    |
| 1997   | Балкански шампионат, сениори | Констанца, Румунија   | 2.    |
| 1997   | Светски куп, јуниори         | Будимпешта, Мађарска  | 15.   |
| 1997   | Светско првенство, јуниори   | Тенерифе, Шпанија     | 15.   |
| 1998   | Балкански шампионат, јуниори | Атина, Грчка          | 1.    |
| 2008   | Светски куп, сениори         | Флорина, Грчка        | 16.   |
| 2013   | Европско првенство, сениори  | Загреб, Хрватска      | 7.    |
| 2015   | Балкански шампионат, сениори | Ниш, Србија           | 1.    |
| 2016   | Балкански шампионат, сениори | Варна, Бугарска       | 1.    |